# CARE
CARE (ang. skrót Cooperative for Assistance and Relief Everywhere – 'Kooperacja na rzecz Wsparcia i Pomocy Wszędzie', równocześnie care znaczy 'opieka, troska') – międzynarodowa organizacja pozarządowa, założona w 1945 r., zajmująca się dostarczaniem pomocy humanitarnej i wspieraniem długoterminowych projektów rozwojowych, przede wszystkim w krajach trzeciego świata. Jest to jedna z najstarszych i największych organizacji humanitarnych, zajmujących się walką ze światowym ubóstwem. W 2013 r. CARE działała w 87 krajach, angażując się w 927 projektów i obejmując pomocą 97 milionów ludzi.
CARE International jest konfederacją 13 organizacji narodowych i jednej stowarzyszonej, występujących jako autonomiczne, pozarządowe organizacje non-profit. Są to: CARE Australia, CARE Kanada, CARE Dania, CARE Niemcy-Luksemburg, CARE Francja, CARE Indie, CARE Japonia, CARE Holandia, CARE Norwegia, CARE Austria, CARE Tajlandia, CARE Wielka Brytania i CARE Stany Zjednoczone; organizacją stowarzyszoną jest CARE Peru. Centrala organizacji mieści się w Genewie z biurami w Brukseli przy urzędach europejskich i w Nowym Jorku przy siedzibie ONZ.